# Франкль, Вильгельм
Вильгельм Франкль (нем. Wilhelm Frankl; 20 декабря 1893 — 8 апреля 1917) — германский лётчик-истребитель, один из лучших асов Первой мировой войны с 20 сбитыми самолётами противника, кавалер ордена «Pour le Mérite», первый в истории авиации сбивший самолёт противника в ночном воздушном бою.

## Биография

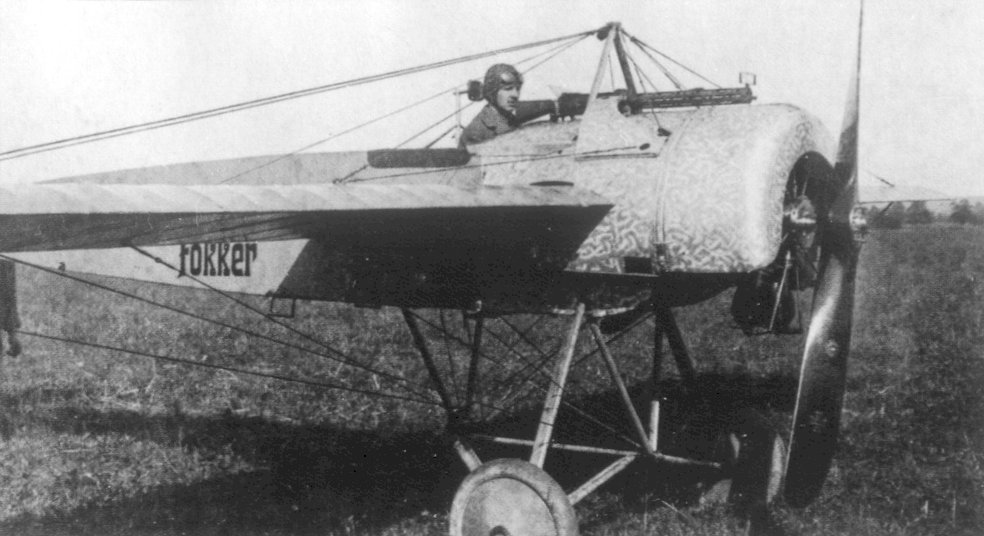
Fokker E.II на таком самолете летал в КЕК Vaux Вильгельм Франкль

Вильгельм Франкль родился в еврейской купеческой семье, получил образование во Франкфурте-на-Майне, обучался лётному делу у первой немецкой лётчицы Мелли Безе. В 1913 году под руководством своей наставницы в Йоханнистале получил гражданский лётный сертификат.
С началом войны ушёл добровольцем в Имперские военно-воздушные силы и после обучения в школе военных летчиков продолжил службу в FFA 1 и FFA 40, выполняя разведывательные, артиллерийские и бомбардировочные задания. Первую воздушную победу он одержал 10 мая 1915 года против пилота самолёта Вуазен-Стандарт, который, в свою очередь, был вооружён пулемётом. Начальник Вильгельма капитан Адольф Виктор после войны описал Вильгельма в своей книге «Gefreitenknopf zum Pour-le-merite» как «мальчишку-сорвиголову, который страстно влюблён в авиацию, а его товарищи души в нём не чают за его добродушие и скромность».
Вильгельм Франкль был братом Кларенса К. Франкля, который владел клиникой известного врача невропатолога Оскара Кохнштамма, работавшего в клинике до своей эмиграции в 1938 году.
За свои отвагу и мужество был повышен в звании до вице-фельдфебеля. После крещения в христианство и одержанных 4-х побед 16 мая 1916 года был произведён в лейтенанты.
После восьмой одержанной победы был представлен к награждению орденом «Pour le Mérite». В 1917 году он принял командование над Jasta 4. В апреле 1917 года он стал первым пилотом в истории авиации, который в воздушном бою ночью сбил самолёт противника. 5 апреля 1917 года одержал ещё три победы.
Три дня спустя он погиб в воздушном бою на самолете Albatros D.III над Витри-ан-Артуа в департаменте Па-де-Кале во Франции.
Он был одним из 12 000 погибших в Первой мировой войне немецких евреев. С точки зрения еврейской религиозной общины заслуги Вильгельма Франкля не признаны и он считался не более, чем просто еврей, поскольку крестился в христианство.
После прихода к власти в Германии национал-социалистов имя Вильгельма Франкля из-за его еврейского происхождения было исключено из списка героев-лётчиков Первой мировой войны в пропагандистских целях. То же самое произошло с Фрицем Беркхардтом и Эдмундом Натаниэлем, двумя другими немецких евреями, которые были награждены орденом Дома Гогенцоллернов. Справедливость была восстановлена только после Второй мировой войны.

## Память
Имя Вильгельма Франкля 22 ноября 1973 года было присвоено истребительной эскадрилье JG 74 современных Люфтваффе, базирующейся в Нойбурге-на-Дунае.

## Награды
- Знак военного летчика (Королевство Пруссия)
- Железный крест (1914) 2-го и 1-го класса (Королевство Пруссия)
- Королевский орден Дома Гогенцоллернов рыцарский крест с мечами (май 1916) (Королевство Пруссия)
- Ганзейский крест Гамбурга
- Орден «Pour le Mérite» (12 июня 1916) (Королевство Пруссия)